# Fiyianos
Los fiyianos (en fiyiano: iTaukei) son una nación y un grupo étnico originario de Fiyi, que hablan fiyiano y comparten una historia y una cultura comunes.
Los fiyianos, o iTaukei, son los principales pueblos indígenas de las islas Fiyi y viven en una zona llamada informalmente Melanesia. Se cree que los indígenas fiyianos llegaron a Fiyi desde el oeste de Melanesia hace aproximadamente 3500 años, aunque se desconocen los orígenes exactos del pueblo fiyiano. Más tarde se trasladarían a otras islas circundantes, incluida Rotuma, y se mezclarían con otros colonos (polinesios) en Tonga y Samoa. Son autóctonos de todas las partes de Fiyi, excepto la isla de Rotuma. Los colonos originales ahora se llaman "pueblo Lapita" por una cerámica distintiva producida localmente. Se encontró cerámica lapita en el área desde el 800 a. C. en adelante.
En 2005, los fiyianos autóctonos constituían algo más de la mitad de la población total de Fiyi. Los indígenas fiyianos son predominantemente de extracción melanesia, con alguna mezcla polinesia.
Australia tiene la población de expatriados fiyianos más grande, según el Ministerio de Asuntos de las Islas del Pacífico, mientras que los fiyianos también fueron el quinto grupo étnico del Pacífico que vive en Nueva Zelanda; una disminución del 8 por ciento entre 1996 y 2001. En 2001, el tamaño estimado de la población de las islas del Pacífico es de 231.800 fiyianos, que comprenden alrededor de 7.000 de ese total. Fuera de Oceanía, una importante diáspora fiyiana se encuentra en otros países anglófonos, a saber, Canadá, Estados Unidos y Reino Unido.

## Historia
Históricamente, los fiyianos eran conocidos como los expertos en construcción de canoas del Pacífico, y los utilizaban para comerciar con Tonga. Por lo general, eran canoas grandes de doble casco, llamadas Drua, con cada lado similar, excepto que uno era más corto y servía como un tipo de estabilizador. Estos estaban unidos por vigas, con una plataforma sobre ella que se extendía más allá de los lados.
El pueblo Lapita, llamado así por su estilo de cerámica distintivo, fue el primero en habitar Fiji alrededor del 3000 a. C., y existen evidencias de sus asentamientos en todo Fiyi, particularmente alrededor de las dunas de arena de Sigatoka. Fueron seguidos por los melanesios alrededor del año 500 a. C., y el comercio relativamente reciente con los polinesios de Tonga se ha sumado a la mezcla cultural. En el grupo de islas Lau, aspectos de ambas culturas aún se entremezclan. Había un comercio activo entre Tonga y Fiji, y más tarde en la historia de esta relación, los fiyianos de las islas Lau (este de Fiji) se convirtieron en vasallos del rey de Tonga. Una razón particular por la que los habitantes de Tonga y Samoa vinieron a Fiji fue para construir las Drua (grandes canoas de doble casco) que no pudieron construir en sus propias islas debido a la falta de madera adecuada.
Desde principios del siglo XIX, tanto comerciantes europeos como chinos. Los británicos gobernaron Fiyi desde 1874 hasta 1970. En 1970, Fiyi se convirtió en una nación totalmente independiente con arreglos constitucionales para garantizar que se preservaran los intereses tradicionales de Fiyi.
La constitución fue revisada nuevamente en 1997 y muchos grupos raciales de Fiyi la consideraron más equitativa. Las elecciones libres y pacíficas de 1999 dieron lugar a un gobierno encabezado por un indo-fiyiano, Mahendra Chaudhry, pero un golpe violento en mayo de 2000 marcó el comienzo de un período prolongado de agitación política y racial. Las elecciones parlamentarias celebradas en agosto de 2001 proporcionaron a Fiyi un gobierno elegido democráticamente dirigido por el primer ministro Laisenia Qarase. Reelegido en mayo de 2006, Qarase fue derrocado en un golpe militar el 5 de diciembre de ese año, encabezado por el Comandante de las Fuerzas Militares de la República de Fiji (RFMF), comodoro Frank Bainimarama, quien inicialmente se nombró a sí mismo presidente interino, pero en enero de 2007 asumió el cargo de Primer Ministro interino, prometiendo un retorno a la democracia en un futuro próximo. Sin embargo, esto no sucedió; Las elecciones no se celebraron hasta 2014.

## Cultura
La lengua nativa de Fiyi pertenece a la rama del Pacífico Central (Fiyi - Polinesio) de la familia austronesia. Las tradiciones fiyianas se centran en ceremonias y eventos que unen a la comunidad.
Yaqona, también conocida como kava, otra costumbre tradicional importante, es una infusión preparada a partir de la raíz de Piper methysticum, un tipo de planta de pimiento. La planta en sí también se conoce a menudo como yaqona o la planta de kava. Yaqona es extremadamente importante en la cultura indígena de Fiji: en la época de la "antigua religión", solo los jefes y sacerdotes la usaban ceremonialmente. Hoy en día, la yaqona es parte de la vida diaria, tanto en las aldeas como en las áreas urbanas y en todas las clases y estilos de vida. 'Tomar un grog' o 'beber grog', como a veces se conoce a beber kava, se usa para dar la bienvenida y crear lazos afectivos con los visitantes, para las sesiones de narración de cuentos o simplemente para pasar el tiempo